# Corliss Lamont
Corliss Lamont (Englewood, 28 de março de 1902 — Ossining, 26 de abril de 1995) foi um filósofo socialista, autor, professor, político, filantropo e ativista político e social estadunidense. Durante sua vida, advogou a favor de causas esquerdistas e das liberdades civis. Como ateu e humanista, foi presidente emérito da Associação Humanista Americana. Entre 1943 e 1947, foi diretor do Conselho Nacional da Amizade Americana-Soviética. Foi um dos signatários do Manifesto Humanista II, de 1973.

## Trabalhos
Lamont foi um prolífico autor. Alguns de seus livros foram:
- A Humanist Funeral Service ISBN 0-87975-090-1
- A Humanist Wedding Service ISBN 0-87975-000-6
- A Lifetime of Dissent (Buffalo, Prometheus Books, 1988), ISBN 0-87975-463-X
- Freedom Is As Freedom Does: Civil Liberties in America (1956), ISBN 0-8264-0475-8
- Freedom of Choice Affirmed, ISBN 0-8264-0476-6
- Lover's Credo: Poems of Love (1972), ISBN 0-87233-068-0
- Remembering John Masefield, ISBN 0-8264-0478-2
- Russia Day by Day: A Travel Diary (com Margaret Lamont) (New York, Covici Friede, 1933)
- Soviet Civilization (New York, Philosophical Library, 1952)
- Illusion of Immortality, introduction by John Dewey, (1935), ISBN 0-8044-6377-8
- The Independent Mind: Essays of a Humanist Philosopher (New York, Horizon Press, 1951)
- The Peoples of the Soviet Union (New York, Harcourt, Brace and Company, 1946)
- The Philosophy of Humanism, (1949), ISBN 0-8044-5595-3
- Voice in the Wilderness: Collected Essays of Fifty Years (Buffalo, Prometheus Books, 1974), ISBN 0-87975-060-X
- Yes to Life: Memoirs of Corliss Lamont (1981), Horizon Press: ISBN 0-8180-0232-8
- You Might Like Socialism: A Way of Life for Modern Man, (1939), ISBN 978-0-578-00782-3